# Aquila di Saladino
L'aquila di Saladino (in arabo نسر صلاح الدين‎?, nasr Ṣalāḥ al-Dīn), nota anche come aquila repubblicana (in arabo النسر الجمهورى‎?, al-nasr al-jumhūrá) è un simbolo araldico utilizzato per nazionalismo arabo e negli stemmi del mondo arabo.

## Emblemi nazionali attuali che utilizzano l'Aquila di Saladino

Aquila di Saladino nello stemma dell'Egitto
Aquila di Saladino nello stemma dell'Iraq
Aquila di Saladino nello stemma della Palestina
Aquila di Saladino nello stemma dello Yemen
Aquila di Saladino nello stemma della Giordania

## Ex stemmi nazionali che utilizzavano l'Aquila di Saladino

Aquila di Saladino nello stemma dell'Egitto (1953-1958)
Aquila di Saladino nello stemma della Repubblica Araba Unita (1958-1961)
Aquila di Saladino nello stemma della Repubblica Araba di Libia

### Yemen del Sud

Aquila di Saladino nello stemma dello Yemen del Sud (1967-1970)
Aquila di Saladino nello stemma dello Yemen del Sud (1970–1990)

### Yemen del Nord

Aquila di Saladino nello stemma dello Yemen del Nord (1962-1966)
Aquila di Saladino nello stemma dello Yemen del Nord (1966-1974)
Aquila di Saladino nello stemma dello Yemen del Nord (1974–1990)